# Herbert Hoover

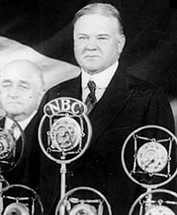
Herbert Hoover en su campaña electoral de 1932.

Herbert Clark Hoover (West Branch, Iowa; 10 de agosto de 1874-Nueva York; 20 de octubre de 1964) fue un ingeniero, empresario y político estadounidense que ejerció como el trigésimo primer presidente de los Estados Unidos desde 1929 hasta 1933. Su presidencia estuvo marcada por la Gran Depresión, y sus políticas y métodos para combatirla fueron considerados mediocres.
Militante republicano convencido, antes de ser presidente desempeñó el cargo de secretario de comercio entre 1921 hasta 1928, durante gran parte de la presidencia de Calvin Coolidge. Desde este puesto logró impulsar cuestiones regulatorias, como la intervención del gobierno en la estandarización de la industria, la eficiencia y el comercio internacional. Se presentó como candidato para las elecciones presidenciales de 1928, en las que resultó vencedor frente al candidato demócrata Al Smith con un 58,21% de los votos. 
Durante su mandato presidencial, sus políticas domésticas se vieron fuertemente perjudicadas por el inicio de la Gran Depresión y cosechó una gran impopularidad. Hoover se presentó para un segundo cargo en las elecciones presidenciales de 1932, pero fue derrotado aplastantemente por el demócrata Franklin D. Roosevelt en medio de la crisis económica. Después de dejar el cargo, Hoover disfrutó de uno de los retiros más largos de cualquier expresidente, y fue autor de numerosos trabajos en las décadas posteriores. Hoover se volvió cada vez más conservador en este momento, y criticó fuertemente la política exterior de Roosevelt y la agenda interna del New Deal. 
En las décadas de 1940 y 1950, la reputación pública de Hoover fue ligeramente rehabilitada después de servir en varias tareas para los presidentes Harry S. Truman y Dwight D. Eisenhower, incluso como presidente de la Comisión Hoover. Aunque logró rehabilitar un poco su legado, Hoover todavía es ampliamente considerado como un presidente estadounidense por debajo del promedio, y la mayoría de las encuestas de historiadores y politólogos lo ubican en el tercio inferior general.

## Primeros años de vida
Herbert Hoover nació el lunes 10 de agosto de 1874 en West Branch, Iowa. Su padre, Jesse Hoover, de ascendencia alemana, suiza e inglesa, era herrero y dueño de una tienda de aperos agrícolas. La madre de Hoover, Hulda Randall Minthorn, se crio en Norwich, Ontario, Canadá y se  trasladó a Iowa en 1859. Como la mayoría de los ciudadanos de West Branch, Jesse y Hulda eran cuáqueros. Con dos años de edad, "Bertie", como lo llamaban en esa época, contrajo un grave ataque de difteria, se pensó por un momento que había muerto hasta que fue reanimado por su tío, John Minthorn. Cuando era niño, su padre lo llamaba a menudo "mi pequeño palo en el barro" cuando estaba atrapado repetidamente en el barro que cruzaba la calle sin pavimentar. La familia de Herbert ocupaba un lugar destacado en la vida del culto público de la ciudad, debido primordialmente al papel de su madre en la iglesia. Cuando era niño, Hoover asistía constantemente a las escuelas, pero leía poco aparte de la Biblia. El padre de Hoover, conocido por el periódico local por su "disposición agradable y brillante", murió en 1880 a la edad de 34 años y su madre falleció en 1884, dejando huérfanos a Herbert; Theodore, su hermano mayor y a May, la hermana menor.
Después de una breve estancia con una de sus abuelas en Kingsley, Iowa, Hoover vivió los siguientes 18 meses con su tío Allen Hoover en West Branch en una granja cercana. En noviembre de 1885, Hoover fue enviado a Newberg, Oregón, para vivir con su tío John Minthorn, un médico y empresario cuáquero cuyo hijo había muerto el año anterior. El hogar Minthorn se consideraba culto, educado y transmitía una fuerte ética de trabajo. Al igual que West Branch, Newberg era una ciudad fronteriza colonizada en gran parte por los cuáqueros del medio oeste. Minthorn se aseguró de que Hoover recibiera una educación, pero a Hoover no le gustaban las muchas obligaciones que le asignaban y a menudo, le molestaba. Un observador describió a Hoover como "un huérfano [que] parecía estar descuidado en muchos aspectos". Hoover asistió a la Academia Friends Pacific (ahora Universidad George Fox), pero se retiró a la edad de trece años para convertirse en asistente de la oficina inmobiliaria de su tío (Oregon Land Company) en Salem, Oregón. Aunque no asistió a la escuela secundaria, Hoover aprendió contabilidad, mecanografía y matemáticas en una escuela nocturna.
Hoover ingresó a la Universidad de Stanford en 1891, su año inaugural, a pesar de reprobar todos sus exámenes de ingreso, excepto el de matemáticas. Durante su primer año, cambió su especialidad de ingeniería mecánica a geología después de trabajar para John Casper Branner, presidente del departamento de geología de Stanford. Hoover era un estudiante mediocre, y pasaba gran parte de su tiempo trabajando en varios empleos a tiempo parcial o participando en actividades del campus. Aunque inicialmente era tímido entre sus compañeros, Hoover ganó las elecciones para ser tesorero de los estudiantes y se hizo conocido por su aversión por las fraternidades y hermandades. Se desempeñó como gerente estudiantil de los equipos de béisbol y fútbol, y ayudó a organizar el Gran Juego inaugural contra la Universidad de California. Durante los veranos antes y después de su último año, Hoover hizo amistad con el geólogo económico Waldemar Lindgren del Servicio Geológico de los Estados Unidos. Estas experiencias convencieron a Hoover para seguir la carrera de geólogo minero.

## Ingeniero de minas
Cuando Hoover se graduó de Stanford en 1895, el país estaba en medio del pánico de 1893, e inicialmente luchó por encontrar un trabajo. Trabajó en varios oficios de minería de bajo nivel en la cordillera de Sierra Nevada hasta que convenció al destacado ingeniero de minas Louis Janin para que lo contratara. Después de trabajar como explorador de minas durante un año, Hoover fue contratado por Bewick, Moreing & Co., una compañía con sede en Londres, Reino Unido, que operaba minas de oro en Australia Occidental. Hoover primero fue a Coolgardie, luego al centro de Eastern Goldfields. Aunque Hoover recibió un salario de $ 5,000 dólares (equivalente a $ 153,660 en 2019), las condiciones fueron duras en los campos de oro. Hoover describió los pastizales Coolgardie y Murchison en el borde del Gran Desierto Victoria como una tierra de "moscas negras, polvo rojo y calor blanco".
Hoover viajó constantemente a través del Outback para evaluar y administrar las minas de la compañía. Convenció a Bewick, Moreing, de comprar la mina de oro Sons of Gwalia, que resultó ser una de las minas más exitosas de la región. En parte debido a los esfuerzos de Hoover, la compañía finalmente controló aproximadamente el 50 por ciento de la producción de oro en Australia Occidental. Hoover trajo a muchos inmigrantes italianos para reducir costos y contrarrestar el movimiento laboral de los mineros australianos. Durante su tiempo con la compañía minera, Hoover se opuso a medidas como un salario mínimo y compensación de trabajadores, sintiendo que fueron injustos con los propietarios. El trabajo de Hoover impresionó a sus empleadores, y en 1898 fue ascendido a socio menor. Una disputa abierta se desarrolló entre Hoover y su jefe, Ernest Williams, pero los líderes de la compañía desactivaron la situación ofreciendo a Hoover una posición convincente en China.
Al llegar a China, Hoover desarrolló minas de oro cerca de Tianjin en nombre de Bewick, Moreing y la Compañía de Ingeniería y Minería de China. Se interesó profundamente en la historia china, pero rápidamente dejó de aprender el idioma. Advirtió públicamente que los trabajadores chinos eran ineficientes y racialmente inferiores. Hizo recomendaciones para mejorar la suerte del trabajador chino, buscando poner fin a la práctica de imponer contratos de servidumbre a largo plazo e instituir reformas para los trabajadores basadas en el mérito. La rebelión de los bóxer estalló poco después de que Hoover llegó a China, atrapando a los Hoovers y a muchos otros ciudadanos extranjeros hasta que una fuerza militar multinacional derrotó a las fuerzas Bóxer en la Batalla de Tientsin. Temiendo el inminente colapso del gobierno chino, el director de la Compañía de Ingeniería y Minería de China acordó establecer una nueva empresa chino-británica con Bewick, Moreing. Después de Hoover y Bewick, Moreing estableció un control efectivo sobre la nueva compañía minera china, Hoover se convirtió en el socio operativo de Bewick, Moreing a fines de 1901.
Como socio operativo, Hoover viajó continuamente por el mundo en nombre de Bewick, Moreing, visitando minas operadas por la compañía en diferentes continentes, logrando con el paso de los años forjar una fortuna gestionando minas e industrias de capital estadounidense en el extranjero. A partir de diciembre de 1902, la compañía enfrentó problemas legales y financieros cada vez mayores después de que uno de los socios admitió haber vendido acciones en una mina de manera fraudulenta. Surgieron más problemas en 1904, después de que el gobierno británico formó dos comisiones reales separadas para investigar a Bewick, las prácticas laborales y los tratos financieros de Moreing en Australia Occidental. Después de que la compañía perdió una licitación, Hoover comenzó a buscar una forma de salir de la sociedad y vendió sus acciones a mediados de 1908.
Al estallar la Primera Guerra Mundial en 1914, Hoover era ya un hombre adinerado, y al saber de la difícil situación de varios miles de civiles estadounidenses atrapados en Europa durante la guerra, se retiró de la actividad empresarial para desarrollar una amplia campaña filantrópica, primero en favor de la evacuación de sus compatriotas y luego para destinar embarques de alimentos a regiones devastadas de Bélgica y el norte de Francia. Tras la contienda Hoover también participó en las campañas de apoyo alimentario a Rusia, que pasaba por un grave periodo de hambruna generalizada entre 1920-1921.

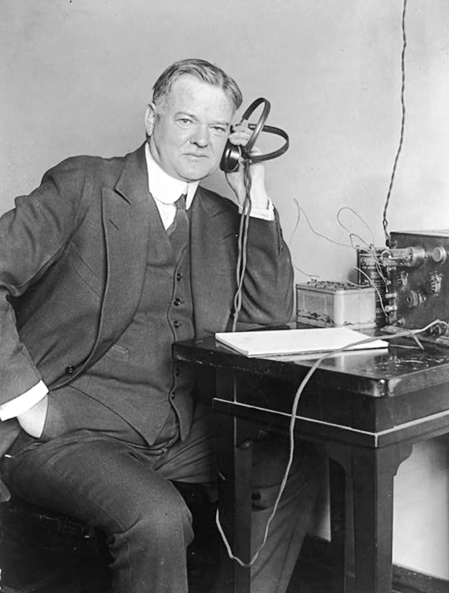
Herbert Clark Hoover escuchando una radio en 1925.

Estas actividades dieron a Hoover un notable prestigio social, que le sirvió de sustento para entrar en política. Así, ocupó el puesto de secretario de Comercio en la administración del presidente Warren G. Harding en el año 1921. Cuando Harding falleció en 1923 fue sucedido por el vicepresidente Calvin Coolidge, pero Hoover mantuvo su puesto, alcanzando gran notoriedad por sus capacidad de gestión pública y administración de recursos. Esto causó que Hoover se hiciera bastante conocido entre los votantes y que sus capacidades administrativas fueran requeridas en temas gubernamentales más allá del cargo de Secretario de Comercio.

## Presidencia
Su popularidad causó que el Partido Republicano lo postulara como candidato a las elecciones presidenciales de 1928, donde venció al aspirante del Partido Demócrata, Alfred E. Smith. Gran parte del éxito de Hoover se debió a su abierto apoyo a la ley seca y su compromiso de sostener los intereses de los votantes blancos y protestantes, en contraste con Smith, de origen irlandés, católico practicante y opuesto a la ley seca. La administración de Hoover empezó en un clima de prosperidad económica heredada de sus predecesores, pero pronto se vio marcada por el inicio de la Gran Depresión, tras el estallido del Jueves Negro del 24 de octubre de 1929.

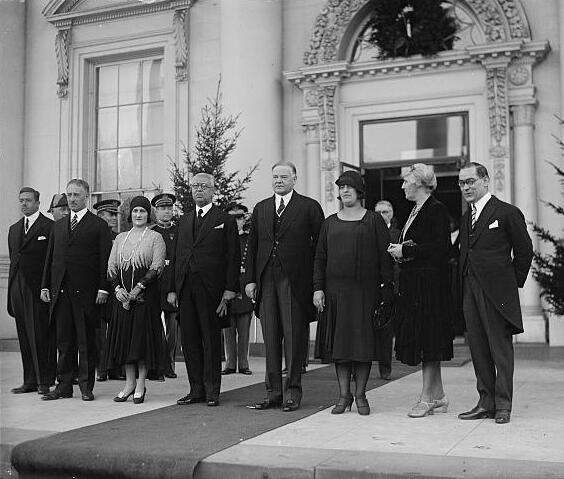
El presidente Hoover reunido con el presidente electo mexicano Pascual Ortiz Rubio.

### La crisis de la Gran Depresión
La Gran Depresión causó el hundimiento de gran parte de la economía estadounidense, con el consiguiente empobrecimiento de la población; no obstante la reacción general del presidente Hoover fue tratar de evitar el pánico financiero y considerar a la Gran Depresión como una crisis pasajera. Intentó combatirla impulsando el trabajo voluntario, desarrollando grandes obras públicas como la presa Hoover, promoviendo medidas proteccionistas como la ley arancelaria Smoot-Hawley, aumentando el tipo máximo del impuesto sobre la renta del 25% al 63% e incrementando el impuesto sobre la renta corporativa.
El gobierno de Hoover dirigió una campaña contra los inmigrantes en Estados Unidos que afecta en mayor medida a los mexicano-americanos. La mayoría de las deportaciones fueron supervisadas por las autoridades locales y estatales que actuaban bajo la dirección de la administración Hoover. La repatriación voluntaria fue mucho más común durante las repatriaciones que la deportación formal. Al menos 82 000 de los repatriados fueron deportados formalmente por el gobierno federal, incluidos 34 000 deportados a México entre 1930 y 1933. Durante la década de 1930, entre 355 000 y un millón fueron repatriados o deportados a México; se calcula que entre el cuarenta y el sesenta por ciento de ellos eran ciudadanos nativos de Estados Unidos- abrumadoramente niños. Algunos académicos sostienen que el número sin precedentes de repatriaciones entre 1929 y 1933 fue parte de una "política explícita de la administración Hoover". Según el profesor de derecho Kevin R. Johnson, las campañas de deportación se basaron en el origen étnico y se ajustan a las definiciones legales modernas de limpieza étnica porque a menudo ignoran la ciudadanía.
Su pérdida de prestigio y popularidad se evidenció en las siguientes elecciones presidenciales de noviembre de 1932, a las cuales Hoover se presentó para la reelección, aunque intuyendo que sus probabilidades eran muy reducidas frente a su rival del Partido Demócrata, Franklin Delano Roosevelt. 
La intención de Hoover fue postularse porque intuía que ningún líder del Partido Republicano se atrevería a hacerlo, debido a la muy baja popularidad que afrontaba el gobierno federal tras el agravamiento de la Gran Depresión. Inclusive Hoover desarrolló su campaña en condiciones muy adversas: con franca hostilidad de la prensa, abucheos a gran escala en sus discursos, y hasta manifestaciones masivas de protesta que lo recibían en pequeñas ciudades. Roosevelt logró un triunfo amplísimo en los comicios.

### Política exterior: Mediación entre Chile y Perú
Durante su presidencia medió entre Chile y Perú para que resolvieran el conflicto que mantenían sobre la soberanía de Arica y Tacna, ciudades que Chile ocupó tras ganar la guerra del Pacífico en 1883 y que debía devolver después de 10 años de acuerdo al Tratado de Ancón. Finalmente, ambos países firmaron un nuevo tratado en 1929, por el que solo Tacna volvía a soberanía del Perú quedando el conflicto zanjado.

## Tras la presidencia

Herbert Hoover y Franklin D. Roosvelt en un automóvil.

No obstante, el prestigio de Hoover como administrador y gestor se mantuvo, aunque nunca fue tratado con simpatía por la administración de Franklin D. Roosevelt. Tras la Segunda Guerra Mundial presidió dos comisiones presidenciales formadas por el presidente Harry S. Truman destinadas a la reforma de la administración pública de EE. UU., y fungió como asesor en temas administrativos respecto de la ocupación militar estadounidense en Alemania. 
Retirado de la vida pública, y sin relacionarse nuevamente con el Partido Republicano tras la elección presidencial de Dwight D. Eisenhower, el resentimiento popular contra Hoover (nacido durante la Gran Depresión) había desaparecido considerablemente hacia la década de 1960, siendo recibido nuevamente en la Casa Blanca de manera muy cortés por John F. Kennedy en 1961. Hoover murió en Nueva York en 1964.

## Libros
En 1912 Hoover, junto con su esposa, tradujo del latín la obra clásica sobre minería, De Re Metallica, de Georgius Agricola. Esta traducción sigue siendo publicada y mantiene su vigencia.